# 13605 Nakamuraminoru
13605 Nakamuraminoru è un asteroide della fascia principale. Scoperto nel 1994, presenta un'orbita caratterizzata da un semiasse maggiore pari a 2,3788397 UA e da un'eccentricità di 0,1335853, inclinata di 5,31718° rispetto all'eclittica.